# BMX Simulator
BMX Simulator is een computerspel dat in 1986 werd ontwikkeld en uitgegeven door Codemasters. Het spel heeft zeven parcoursen die men driemaal op een BMX binnen een gestelde tijd moet afleggen. Hoe lager onder de tijdlimiet de speler finisht, des te meer punten hij krijgt. De track wordt van bovenaf getoond.

## Platforms
| Jaar | Platform                                    |
| ---- | ------------------------------------------- |
| 1986 | Atari 8-bit, Commodore 16 Plus/4            |
| 1987 | Amstrad CPC, Commodore 64, MSX, ZX Spectrum |
| 1988 | Amiga, Atari ST                             |

## Ontvangst
| Beoordeeld door                       | Platform     | Datum         | Score |
| ------------------------------------- | ------------ | ------------- | ----- |
| Commodore Format                      | Commodore 64 | februari 1994 | 85%   |
| ACE (Advanced Computer Entertainment) | Atari ST     | mei 1988      | 81%   |
| ACE (Advanced Computer Entertainment) | Amiga        | mei 1988      | 81%   |
| Atari ST User                         | Atari ST     | juli 1988     | 80%   |
| The Games Machine (GB)                | Amiga        | februari 1988 | 76%   |
| Happy Computer                        | Commodore 64 | december 1986 | 71%   |
| Commodore User                        | Commodore 64 | december 1986 | 70%   |
| Power Play                            | Amiga        | 1987          | 65%   |
| Amiga Joker                           | Amiga        | oktober 1993  | 60%   |
| ST Action                             | Atari ST     | juni 1988     | 54%   |

## Trivia
- Op 18 september 2004 werd dit spel gratis uitgebracht door Codemasters, omdat het hun eerste spel was.